# Outwood
Outwood is een civil parish in het bestuurlijke gebied Tandridge, in het Engelse graafschap Surrey.